# Burgstall Lichteburg
Der Burgstall Lichteburg, auch als Lichtenburg bezeichnet, ist eine abgegangene mittelalterliche Höhenburg auf 651 m ü. NHN im Goldkronacher Forst, einem gemeindefreien Gebiet etwa 2200 Meter ostsüdöstlich der Kirche von Goldkronach im Landkreis Bayreuth in Bayern.
Von der Burganlage ist nur ein flacher Halsgraben erhalten. Heute ist der Burgstall als Bodendenkmal D-4-5936-0012 „Mittelalterlicher ebenerdiger Ansitz“ vom Bayerischen Landesamt für Denkmalpflege erfasst.